# Reumatologija
Reumatologija (reumatizam + -logija) je medicinska grana. Proučava, dijagnosticira, liječi i sprječava reumatske bolesti i posljedice tih bolestiju. Razvitak reumatologije seže u nedavnu prošlost, u 20. stoljeće. Korijeni su joj u balneologiji i fizikalnoj medicini. Dalje se razvijala i iz interne medicine, pa i pedijatrije. Na svijetu je danas većinom uža specijalnost interne medicine.